# Gerhard Altzenbach

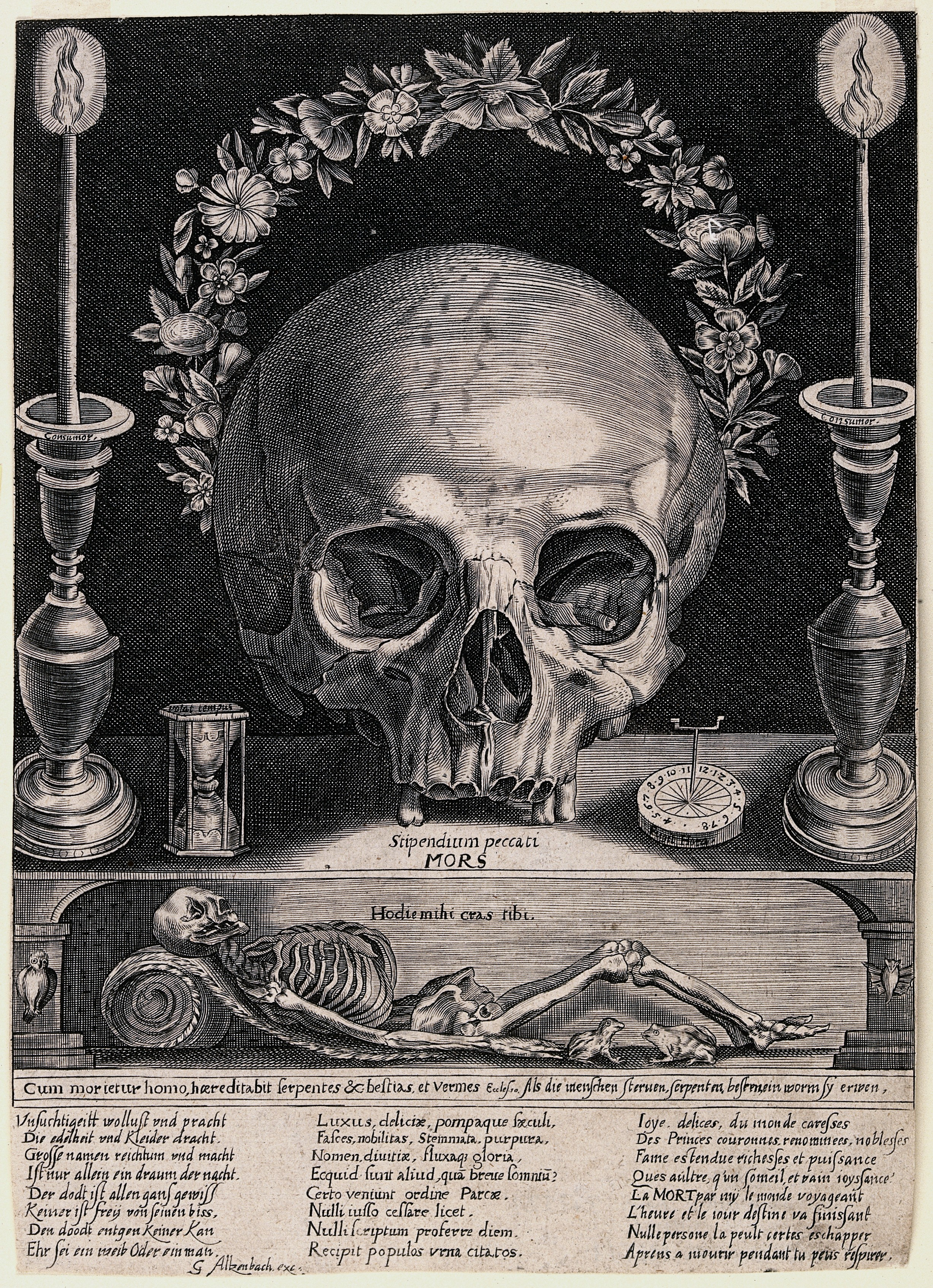
Stipendium peccati MORS, gedruckt von Gerhard Altzenbach

Gerhard Altzenbach (* vor 1590, † nach 1672) war ein Kölner Verleger, Kunst- und Buchhändler.

## Leben
Gerhard Altzenbach war Besitzer einer bedeutenden Kupferstecherei in Köln; er selbst nannte sich Heiligentrucker. Er wohnte auf der Maximinstraße. Viele Zeichner und Kupferstecher waren für seinen Verlag tätig. Eine Verkaufsbude hatte er im Umgang des Minoritenklosters. Das früheste bekannte Blatt von Altzenbach stammt aus dem Jahr 1612 und zeigt berühmte Reliquien aus deutschen Domstädten wie  Köln, Aachen und Trier. Am 28. Mai 1612 erteilte der Rat dem Gerhard Altzenbach „für den besondern Traktat, den er auf geschnittenen Kupferstücken von den ansehnlichen, hochberühmten Reliquien, so in dieser unserer Stadt, ingleichen zu Aachen, zu Trier und anderswo vorhanden, in öffentlichem Druck ausgehen lassen, das Privilegium, daß Niemandem gestattet sein solle, denselben Traktat und Kupferstücke in unserer Stadt ohne Altzenbach’s Vorwissen in Zeit von zehn Jahren nachzudrucken“.
Im Jahre 1613 erschien bei ihm eine bildliche Darstellung einer Hinrichtung wegen „unerhörter Schelm- und Mordstücke“, die zu Linz, Erpel, Unkel, Honnef, Königswinter, Bonn und anderswo begangen worden waren. Vom Jahre 1645 ab ließ er jedes Jahr einen „neuen Kalender mit darüber gesetzten dieser löblicher des Heiligen Reichs freyer Stadt Colln, Deroselben beiderseits nächster Landschaften, vort Dero Heiligen Patrone Bildnissen sammt der Rathsherren, der Stadt, der Bürgermeister, der Rentmeister und der Zünffte Wappen“ erscheinen.

## Werke

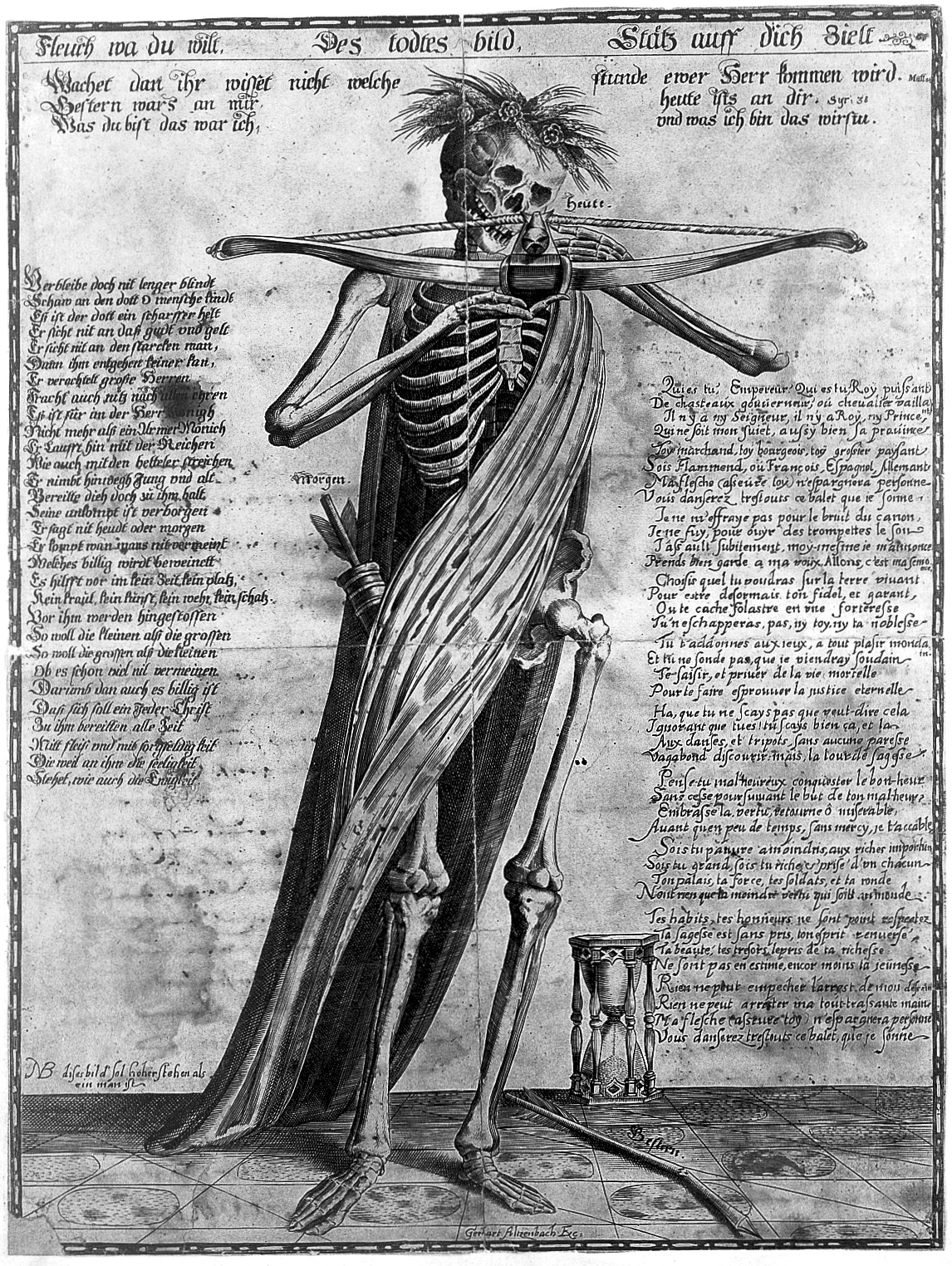
Der Tod als Armbrustschütze

Seinem Verlag (Gerhard Altzenbach excudit) entstammen unter anderem folgende bekannte Werke:
- eine Ansicht der Stadt Köln nach einem Stich von Wenzeslaus Holar, ohne die Festungswerke von Deutz
- eine andere nach einer Toussin’schen Zeichnung von Abraham Aubry ausgeführt
- eine Ansicht des Rathausthurmes und des Portales (J. Toussin delineavit, Abraham Aubry fecit, Gerhardus Altzenbach excudit)
- die Fronleichnamsprozession mit dem Grundriss der Stadt Köln, nach einer Zeichnung von Schott, gestochen von Löffler jun.
- Kupferstiche von Christus- und Marienfiguren Digitalisat